# マダラガモ
マダラガモ (斑鴨、Anas fulvigula)は、カモ目カモ科に分類される鳥類の一種。

## 分布
北アメリカ大陸。

## 形態
特徴は写真参照。

## 絶滅危惧評価
- LEAST CONCERN (IUCN Red List Ver. 3.1 (2001))
[2]

## ギャラリー

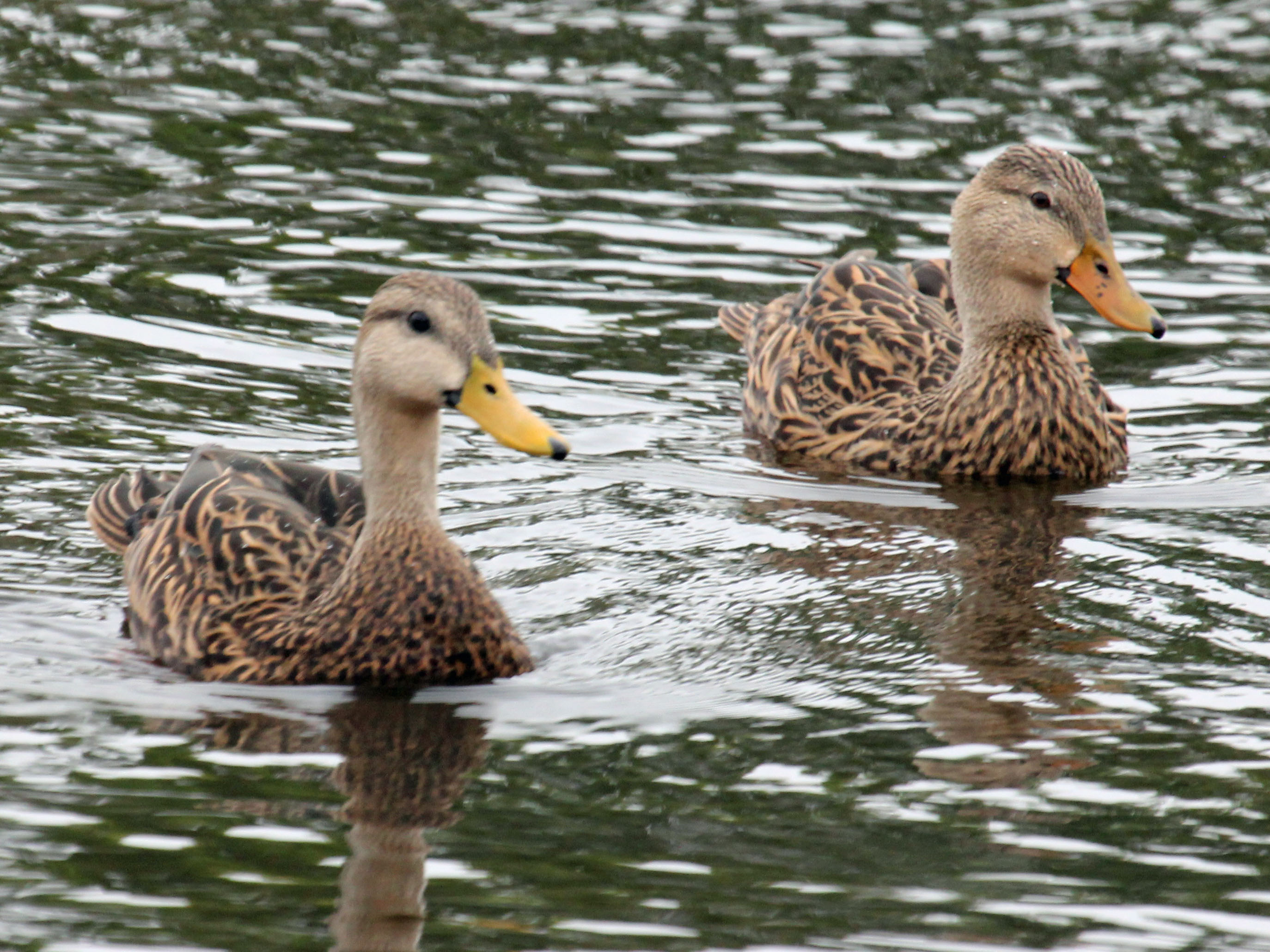
オス、メス - フロリダ亜種
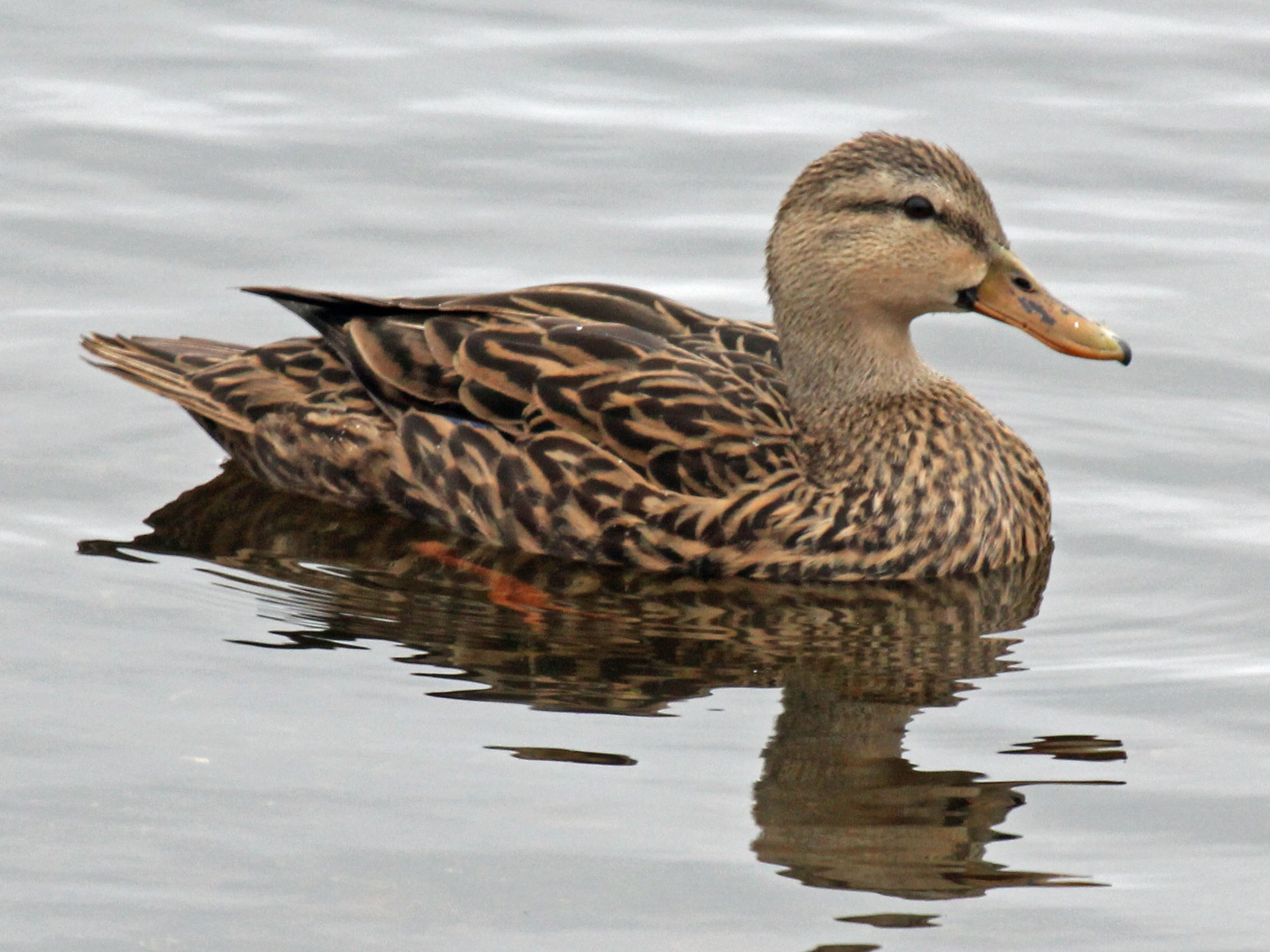
メス - フロリダ亜種
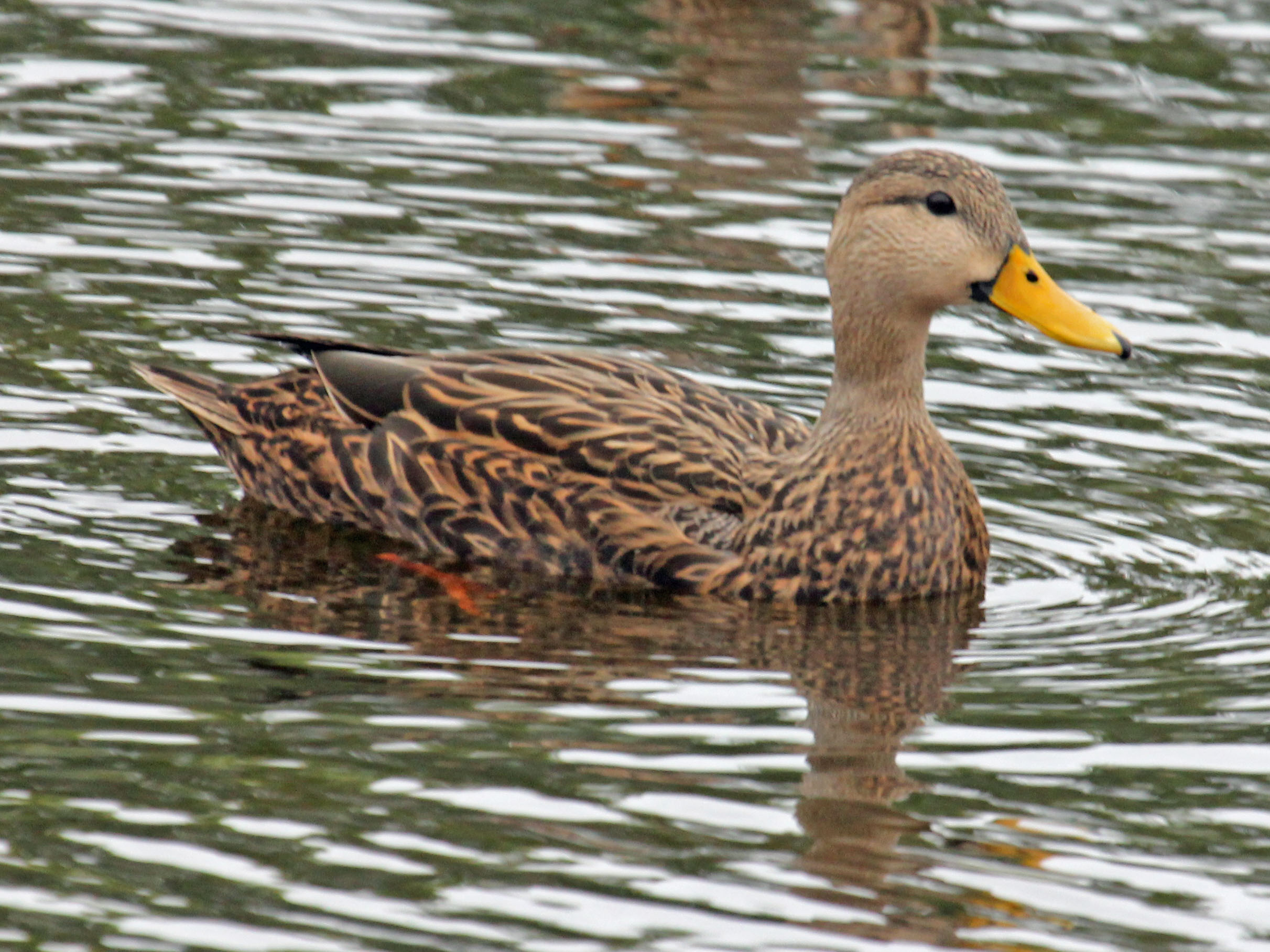
オス - フロリダ亜種
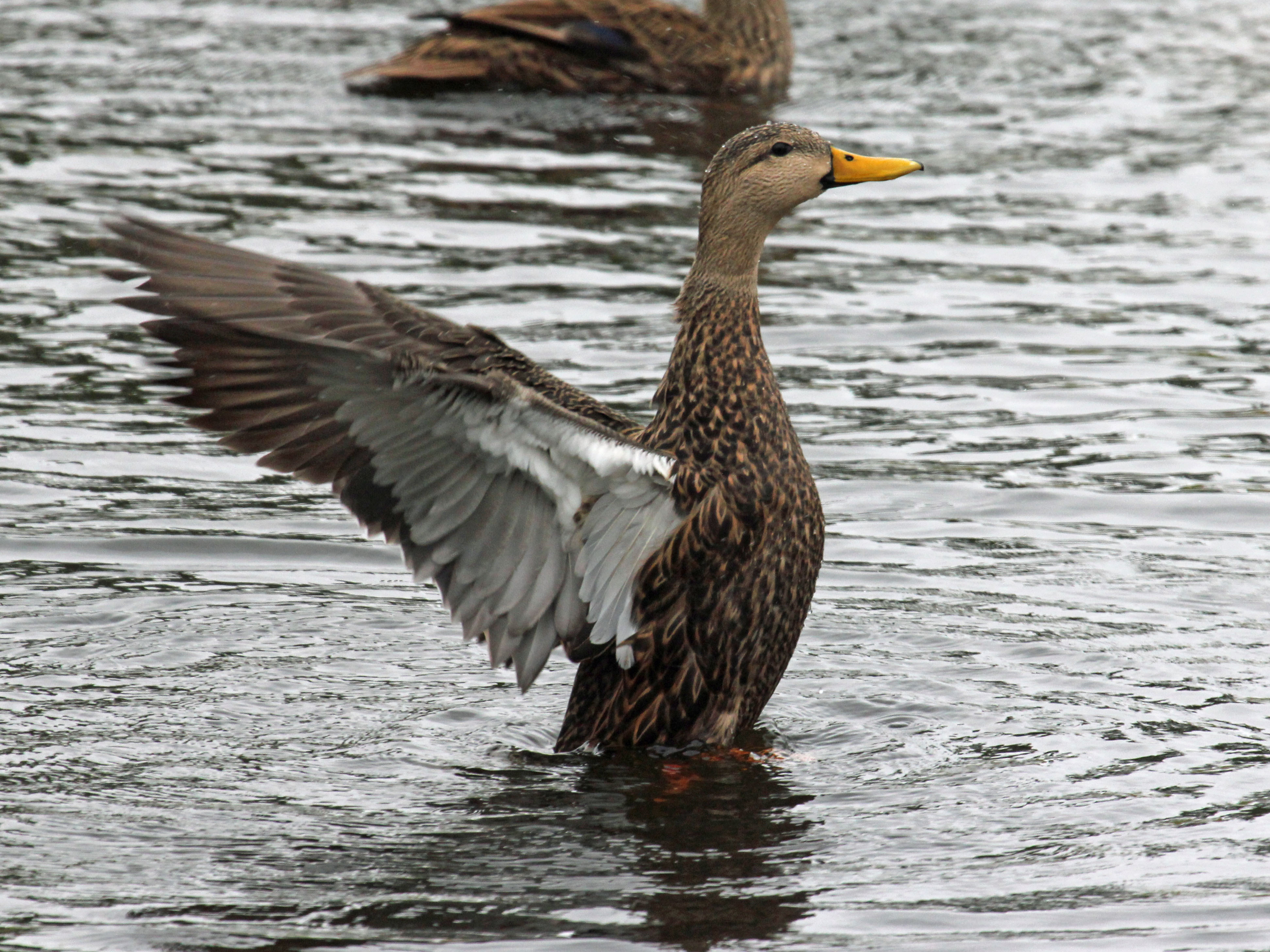
オス - フロリダ亜種

## 参照・注釈
1. ↑  BirdLife International (2012). “Anas fulvigula”. IUCN Red List of Threatened Species. Version 2013.2. International Union for Conservation of Nature. 2013年11月26日閲覧.{{cite web2}}:  CS1メンテナンス: authors引数 (カテゴリ)
2. ↑  Anas fulvigula  (Species Factsheet by BirdLife International)